# Ordnance QF-18-Pfünder
Die Ordnance QF-18-Pfünder war ein britisches Geschütz der leichten Artillerie des Ersten und Zweiten Weltkrieges. Sie bildete während des Krieges das Rückgrat der Royal Field Artillery und wurde in großen Stückzahlen produziert. Es wurde von den britischen Streitkräften auf allen wichtigen Kriegsschauplätzen und 1919 von den britischen Truppen in Russland eingesetzt. Ihr Kaliber (84 mm) und ihr Geschossgewicht waren größer als die der entsprechenden französischen (75-mm)- und deutschen (77-mm)-Feldgeschütze. Bis zur Mechanisierung in den 1930er-Jahren wurde es in der Regel von Pferden gezogen.

## Entwicklung
Das Geschütz entstand 1904 aus den Erfahrungen der Briten im Burenkrieg. Es war eine konventionelle Vorkriegskonstruktion. Auf der Standlafette war der Rohrrücklauf- und Lademechanismus untergebracht. Die Lafette selbst wurde auf einer Bodenplatte installiert, die auf einer Achse auflag. Einfache Holzspeichenräder dienten zum Transport. Ein einfacher Erdsporn, ähnlich einer Pflugschar ausgeführt, verlieh zusätzliche Stabilität. Zu Beginn des Krieges gehörte das Geschütz zur Standardausrüstung der britischen Armee und der Armeen des Commonwealth. Gegen Ende des Krieges wurden einige Rohre sogar aufgebohrt. Damit wurde das Kaliber vergrößert und so eine 25-Pfünder-Version hergestellt. Allen Waffen wurde später auch eine Spreizlafette statt eines einfachen Endsporns angebaut.

## Technische Daten
- Kaliber: 83,8 mm
- Gewicht: 1.284 kg
- Höhenrichtbereich: −5°/+16°
- Mündungsgeschwindigkeit: 492 m/s
- Höchstschussweite: 8.700 m